# Rise World Tour
Rise World Tour foi a primeira turnê mundial realizada pelo cantor sul-coreano Taeyang, em apoio a seu segundo álbum de estúdio Rise (2014). Ela teve início em 12 de agosto de 2014 em Osaka, Japão e encerrou-se em 1 de março de 2015 em Taipé, Taiwan. A turnê visitou nove países em 25 apresentações na Ásia e obteve um público total de mais de cem mil pessoas.

## Antecedentes e recepção comercial
Em 30 de maio de 2014, a YG Entertainment anunciou que Taeyang iria iniciar sua primeira turnê mundial no Japão, com quatro apresentações em duas cidades. Assim que os concertos foram anunciados, as reservas realizadas pelos ingressos esgotaram-se, o que gerou a adição de mais quatro concertos em três cidades japonesas. Em 5 de setembro, dois concertos foram anunciados em Seul, Coreia do Sul, tornando-se o primeiro concerto solo de Taeyang em quatro anos no país desde 2010. As vendas dos ingressos esgotaram-se em menos de dez minutos, e uma terceira apresentação foi adicionada devido a grande demanda.
Em novembro do mesmo ano, sua terceira etapa foi divulgada, contendo a adição de mais nove cidades de sete países asiáticos a turnê, incluindo Hong Kong, China, Malásia, Indonésia, Taiwan, Tailândia e Singapura.

## Repertório
1. "Body"
2. "Superstar"
3. "Move"
4. "You're My"
5. "I Need a Girl"
6. "Eyes, Nose, Lips"
7. "Only Look at Me"
8. "Wedding Dress"
9. "This Ain't It"
10. "Ringa Linga"
11. "Break Down"
12. "1AM"
13. "Stay With Me"
14. "Let Go"
15. "Love You To Death"

Bis
1. "Bad Boy"
2. "Fantastic Baby"
3. "Ringa Linga"
4. "1AM"
5. "Eyes Nose Lips"

1. "Body"
2. "Superstar"
3. "Move"
4. "You're My"
5. "I Need a Girl"
6. "Eyes, Nose, Lips"
7. "Only Look at Me"
8. "Wedding Dress"
9. "This Ain't It"
10. "Ringa Linga"
11. "Break Down"
12. "1AM"
13. "Stay With Me"
14. "Good Boy"
15. "Let Go"
16. "Love You To Death"

Bis
1. "Bad Boy"
2. "Fantastic Baby"
3. "Wedding Dress"
4. "Take It Slow
5. "1AM"
6. "Ringa Linga"
7. "Eyes Nose Lips"

- Em seu último concerto no Japão realizado em 4 de setembro, a Rise World Tour contou com a participação do companheiro de Big Bang de Taeyang, G-Dragon. Na ocasião os dois interpretaram juntos "Stay With Me".[8]

## Datas da turnê
| Data                    | Cidade       | País          | Local                                 | Público |
| Japão                   | Japão        | Japão         | Japão                                 | Japão   |
| ----------------------- | ------------ | ------------- | ------------------------------------- | ------- |
| 12 de agosto de 2014    | Osaka        | Japão         | Osaka International Convention Center | 70,000  |
| 13 de agosto de 2014    | Osaka        | Japão         | Osaka International Convention Center | 70,000  |
| 17 de agosto de 2014    | Yokohama     | Japão         | Pacifico Yokohama                     | 70,000  |
| 18 de agosto de 2014    | Yokohama     | Japão         | Pacifico Yokohama                     | 70,000  |
| 20 de agosto de 2014    | Kobe         | Japão         | Kobe International House              | 70,000  |
| 21 de agosto de 2014    | Kobe         | Japão         | Kobe International House              | 70,000  |
| 23 de agosto de 2014    | Fukuoka      | Japão         | Fukuoka Sunpalace                     | 70,000  |
| 24 de agosto de 2014    | Fukuoka      | Japão         | Fukuoka Sunpalace                     | 70,000  |
| 26 de agosto de 2014    | Hamamatsu    | Japão         | Hamamatsu Act City                    | 70,000  |
| 27 de agosto de 2014    | Tóquio       | Japão         | Tokyo International Forum             | 70,000  |
| 1 de setembro de 2014   | Yokohama     | Japão         | Pacifico Yokohama                     | 70,000  |
| 3 de setembro de 2014   | Osaka        | Japão         | Osaka-jō Hall                         | 70,000  |
| 4 de setembro de 2014   | Osaka        | Japão         | Osaka-jō Hall                         | 70,000  |
| Coreia do Sul           |              |               |                                       |         |
| 10 de outubro de 2014   | Seul         | Coreia do Sul | Seoul Olympic Hall                    | 12,000  |
| 11 de outubro de 2014   | Seul         | Coreia do Sul | Seoul Olympic Hall                    | 12,000  |
| 12 de outubro de 2014   | Seul         | Coreia do Sul | Seoul Olympic Hall                    | 12,000  |
| Ásia                    |              |               |                                       |         |
| 10 de janeiro de 2015   | Chek Lap Kok | Hong Kong     | AsiaWorld-Expo Hall 10                | 4,200   |
| 24 de janeiro de 2015   | Xangai       | China         | Shanghai Grand Stage                  | 3,500   |
| 28 de janeiro de 2015   | Guangzhou    | China         | Guangzhou Gymnasium Hall 2            | 3,000   |
| 31 de janeiro de 2015   | Pequim       | China         | Beijing Exhibition Hall               | 3,000   |
| 7 de fevereiro de 2015  | Kuala Lumpur | Malásia       | Stadium Negara                        | 4,200   |
| 8 de fevereiro de 2015  | Changi       | Singapura     | Singapore Expo Hall 3                 | 4,200   |
| 14 de fevereiro de 2015 | Jacarta      | Indonésia     | Tennis Indoor Senayan                 | —       |
| 21 de fevereiro de 2015 | Bancoque     | Tailândia     | Thunder Dome                          | —       |
| 1 de março de 2015      | Taipé        | Taiwan        | Tpec Gymnasium                        | 4,500   |
| Total                   | Total        | Total         | Total                                 | 117,400 |